# 56795 Amandagorman
56795 Amandagorman è un asteroide della fascia principale. Scoperto nel 2000, presenta un'orbita caratterizzata da un semiasse maggiore pari a 2,9790642 au e da un'eccentricità di 0,0832261, inclinata di 0,57196° rispetto all'eclittica.